# NXT Battleground (2024)
NXT Battleground 2024 року (рекламувалось також як NXT Battleground: Лас-Вегас) - це шоу професійного реслінгу, організоване WWE. Це було друге щорічне шоу «Battleground», що проводиться під брендом розвитку талантів NXT і сьоме шоу Battleground загалом. Завдяки партнерству з Ultimate Fighting Championship (UFC), сестринською компанією WWE, що входить до складу TKO Group Holdings, захід відбувся 9 червня 2024 року на арені UFC Apex у передмісті Лас-Вегаса Ентерпрайз, штат Невада, США. Це був перший захід WWE, проведений на цьому майданчику, який транслювався за допомогою лайвстримінгових платформ компанії.

## Матчі
| №                                                    | Результати | Умови                                                                                          | Час   |
| ---------------------------------------------------- | --- | ---------------------------------------------------------------------------------------------- | ----- |
| 1                                                    | Келані Джордан перемогла Сол Руку, Леш Ледженд, Феллон Генлі, Джайду Паркер й Мічін знявши чемпіонський пояс. | Шестисторонній матч з драбинами за інавгураційне Чемпіонство Північної Америки NXT серед жінок | 12:24 |
| 2                                                    | Нейтан Фрейзер та Аксіом (c) перемогли The O.C. (Люк Галлоуз й Карл Андерсон) утриманням опонента.            | Командний матч за Командне чемпіонство NXT                                                     | 11:38 |
| 3                                                    | Лола Вайс перемогла Шейну Базлер через зупинку з боку рефері.                                                 | Матч за правилами «підземелля NXT»                                                             | 10:17 |
| 4                                                    | Оба Фемі (c) переміг Веса Лі й Джо Коффі утриманням опонента.                                                 | Тристоронній матч за Чемпіонство Північної Америки NXT                                         | 12:03 |
| 5                                                    | Роксанн Перес (c) перемогла Джордін Грейс утриманням опонентки.                                               | Одиночний матч за Чемпіонство NXT серед жінок                                                  | 13:57 |
| 6                                                    | Трік Вільямс (c) переміг Ітана Пейджа утриманням опонента.                                                    | Одиночний матч за Чемпіонство NXT                                                              | 12:11 |
| \| (c) \| – чемпіон(-и) на момент старту поєдинку \| | |                                                                                                |       |
| (c)                                                  | – чемпіон(-и) на момент старту поєдинку                                                                       |                                                                                                |       |